# Ормарић Дејвија Џонса
Ормарић Дејвија Џонса (енгл. Davy Jones's Locker), је у морнарском жаргону назив за дно океана и вечно почивалиште утопљених морнара и потонулих бродова а Дејви Џонс је према морнарским причама и легендама зао дух морских дубина, нека врста морског Сотоне.
Легенде о Дејвију Џонсу и "спремишту" су старе више векова. Први запис о њима се јавља у 18. веку. Према причама Дејви Џонс влада морским дубинама и сви утопљени морнари завршавају у ормарићу Дејвија Џонса.

## Теорије о пореклу назива
- Многи мисле да Дејви долази од Дупи, западноиндијског назива за духа.

- Неки мисле да Дејви долази од Светог Давида, свеца заштитника Велса а, а да Џонс долази од Библијског лика Јона чија прича такође говори о лошој срећи морнара. Јона је по некима постао "зли анђео" морнара.

- Дејви Џонс можда долази од Давида Џонса, пират а који је 1630. пљачкао Индијским океаном али већина се слаже да није стекао такву славу да би постао овако познат.

- Неки мисле да је име Дејви Џонс само други назив за Ђавола.

## У популарној култури
- Најраније спомињање Дејви Џонс у књижевности је забележено у књизи на енглеском језику: The Adventures of Peregrine Pickle издатој 1751. године. Где он управља свим злим духовима дубина, и може га се видети у различитим приликама, усред урагана, бродолома и осталих несрећа које живот на мору чине опасним, како призива несрећу и смрт за све у близини. У истој књизи описан је као створење чудних очију, са три реда зуба, роговима, и плавим димом који му излази из ноздрва.

- Ормарић Дејвија Џонса често се спомиње у цртаном филму Сунђер Боб Коцкалоне где је шаљиво представљен као школски ормарић пун смрдљивих чарапа. Налази се у поседу Летећег Холанђанина.

- Дејви Џонс је главни негативни лик у филму Пирати са Кариба: Тајна шкриње и један од негативних ликова у филму Пирати са Кариба: На крају света где га глуми Бил Нај. Тамо командује  уклетим Холанђанином, сабласним бродом који је такође тема многим морских легенди. Његова посада, а и он сам, су мешавина људи и морских створења. Он је приказан са огромном раковом штипаљком уместо леве руке, Раковом ногом на месту десне и хоботничиним пипцима уместо браде. У филму Пирати са Кариба: На крају света појављује се и Дави Јонесовом спремиште где је приказано као својеврсно чистилиште.